# Кондомініум Боснія і Герцеговина
Австро-Угорський кондомініум Боснія і Герцеговина — колишній кондомініум, формально створений після анексії Боснії та Герцеговини Австро-Угорщиною в 1908 році, а фактично — після її окупації в 1878 році відповідно до умов Берлінського трактату.

## Історія
7 жовтня 1908 року Австро-Угорщина анексувала територію Боснії і Герцеговини, що знаходилась під окупацією Австро-Угорщини на підставі рішень Берлінського конгресу 1878 року. Через анексію виникла Боснійська криза.
Хоча австро-угорські окупаційні війська швидко зламали початковий збройний опір під час захоплення Боснії і Герцеговини, все ж залишалася напруженість в деяких районах країни (зокрема у Герцеговині) і відбувалося масове мухаджирство мусульман. Проте стану відносної стабільності було досягнуто досить швидко і австро-угорська влада була в змозі провести соціальні та адміністративні реформи, які були покликані зробити з Боснії і Герцеговини «зразкову колонію». З метою протидії зростанню південнослов'янського націоналізму Габсбурги багато зробили для кодифікації законів, введення нової політичної практики і в цілому модернізації.

### Етнічні відносини
Австро-Угорський уряд мав на меті створення плюралістичної і багатоконфесійної боснійської нації. Імператорський міністр фінансів та Віденський керманич Боснії Беньямін фон Каллаї сприяв бошняйству (босн. Bošnjaštvo) — політиці, спрямованій на формування у народу Боснії «відчуття, що вони належать до великої і могутньої країни», і розглядав боснійців як «боснійців з єдиною мовою і розділених на три релігії з рівними правами.» Політики намагалися ізолювати Боснію і Герцеговину від іредентизму сусідів (православних в Сербії, католиків в Хорватії і мусульман в Османській імперії) та звести нанівець концепцію хорватської та сербської державності, які вже поширилися на Боснію і Герцеговину, особливо на католицькі і православні громади з сусідніх Хорватії та Сербії в середині XIX століття. Після смерті Каллаї ця політика була забута і у другій половині 1910-х націоналізм був центром боснійської політики, з національними політичними партіями, що відповідають трьом групам, домінували на виборах.
Ідея єдиної Південнослов'янської держави (як правило, очікувалося на чолі з незалежним Королівством Сербія) стала найпопулярнішою політичною ідеологією в регіоні в цей час, включаючи Боснію і Герцеговину. Рішення австро-угорського уряду анексувати Боснію і Герцеговину в 1908 році додало напруженості серед націоналістів. Політична напруженість призвела до вбивства Франца Фердинанда 28 червня 1914 року; ця подія призвела до спалаху Першої світової війни. Хоча деякі боснійці загинули на службі в арміях різних воюючих держав, власне Боснії і Герцеговині вдалося пережити війну практично без втрат.

## Демографія
| Рік  | Мусульмани | %     | Православні | %     | Католики | %     | Юдеї   | %    | Загалом   |
| ---- | ---------- | ----- | ----------- | ----- | -------- | ----- | ------ | ---- | --------- |
| 1879 | 448,613    | 38.7% | 496,485     | 42.9% | 209,391  | 18.1% | 3,675  | 0.3% | 1,584,164 |
| 1885 | 492,710    | 36.9% | 571,250     | 42.8% | 265,788  | 19.9% | 5,805  | 0.4% | 1,336,091 |
| 1895 | 548,632    | 35%   | 673,246     | 42.9% | 334,142  | 21.3% | 8,213  | 0.5% | 1,568,092 |
| 1910 | 612,137    | 32.2% | 825,418     | 43.5% | 434,061  | 22.9% | 11,868 | 0.6% | 1,898,044 |